# Andrelton Simmons
Andrelton A. Simmons (ur. 4 września 1989) – pochodzący z Curaçao baseballista występujący na pozycji łącznika w Los Angeles Angels.

## Przebieg kariery
Simmons został wybrany w 2010 roku w drugiej rundzie draftu przez Atlanta Braves i początkowo grał w klubach farmerskich tego zespołu, między innymi w Mississippi Braves, reprezentującym poziom 
Double-A. W Major League Baseball zadebiutował 2 czerwca 2012 w meczu przeciwko Washington Nationals. W marcu 2013 wystąpił w reprezentacji Holandii na turnieju World Baseball Classic.
W sezonie 2013 po raz pierwszy otrzymał Złotą Rękawicę. W lutym 2014 podpisał nowy, siedmioletni kontrakt wart 58 milionów dolarów. W listopadzie 2015 w ramach wymiany zawodników przeszedł do Los Angeles Angels of Anaheim.

## Nagrody i wyróżnienia
| Nagroda/wyróżnienie | Lata                   | Źródło      |
| 4× Gold Glove Award | 2013, 2014, 2017, 2018 | [ 1 ] [ 4 ] |